# Flavianus Michael Malke
Flavianos Michael Malke (siríaco: ܦܠܒܝܐܢܘܣ ܡܝܟܐܝܠ ܡܠܟܝ, romanizado: Flavyānus Mikhayil Malké), nascido Ya'Qūb Melkī; (1858 - 29 de agosto de 1915) foi um prelado católico sírio. Ele servia como eparca de Gazarta dos Sírios e foi morto durante o genocídio perpetrado pelo Império Otomano. O Papa Francisco reconheceu que Malke foi morto por ódio à fé e ele foi beatificado em 2015.

## Biografia
Malke nasceu em Kalat'ül Mara, uma vila a leste de Mardim, Turquia, no Império Otomano, em uma família ortodoxa siríaca. Em 1868, seus pais o enviaram ao Mosteiro de Açafrão, onde estudou aramaico, árabe e turco, além de teologia. Ele foi consagrado diácono em 1878; ocupou o cargo de instrutor de noviços e arquivista da biblioteca do mosteiro.
Como estudo dos Padres da Igreja Oriental, Malke se inclinou para o catolicismo oriental e em 1879, apesar da oposição dos familiares e da resistência dos irmãos, ingressou no seminário do Mosteiro Siríaco Católico Charfet, onde passou quatro anos. Em 1883, ele fez os votos religiosos na Comunidade dos Irmãos de Santo Efrém, e em 13 de maio foi ordenado padre em Alepo. Foi designado professor no Seminário de Mardim e missionário para várias aldeias em Tur Abdim. Sua igreja e casa foram saqueadas e queimadas em 1895 durante os massacres hamidianos no vilaiete de Diyarbekir, durante os quais a mãe do padre Malke e muitos outros membros de sua paróquia foram assassinados. Diante do seu cuidado com as pessoas afetadas pela violência, foi nomeado corepíscopo, vigário geral e responsável pela assistência espiritual e material dos cristãos nas aldeias mais distantes.
Malke foi escolhido bispo de Gazarta em 1899, mas confirmado pela Santa Sé apenas em 14 de setembro de 1912. Em 19 de janeiro de 1913, ele foi consagrado bispo junto com o futuro patriarca católico siríaco de Antioquia Gabriel Tappouni em Beirute, pelo Patriarca Inácio Efrém II Rahmani. Sua sé é conhecida como Gazireh ou Gezira nos documentos da Igreja, mas foi suprimida.
Seu apostolado se concentrou na formação de presbíteros saídos dos ortodoxos sírios, na reparação de muitas igrejas destruídas e na construção de novas.
Durante a Primeira Guerra Mundial, ele tentou impedir o plano dos “Jovens Turcos” de perseguir o povo armênio, envolvendo todos os cristãos que viviam nos territórios envolvidos. No verão de 1915, Malke estava em Azakh, mas retornou a Gazarta e se recusou a fugir, apesar do conselho de seus amigos muçulmanos locais. Ele foi preso com quatro de seus padres, e o bispo caldeu Jacques Abraham, com seus padres. Dois meses depois, eles foram levados acorrentados para um lugar fora da cidade e convidados a se converter ao islamismo para se salvarem. Após sua recusa, o bispo Abraham foi morto a tiros e o bispo Malke foi espancado até ficar inconsciente e depois decapitado.

## Beatificação
A causa de beatificação do eparca Flavianus Michael Malke foi conduzida pelo Patriarcado Católico Sírio de Antioquia. O rescrito de nihil obstat foi dado em 27 de agosto de 2003. Em 8 de abril de 2010, o Patriarca Inácio José III Younan abriu o inquérito eparquial, encerrado em 2012. Com a validação da investigação pela Santa Sé, em 7 de março de 2014, ele foi declarado Servo de Deus.

A Positio foi publicada em 2015, e após as sessões da Cúria, em 8 de agosto de 2015, o Papa Francisco promulgou o decreto reconhecendo que o bispo Melki foi morto in odium fidei. O cardeal Angelo Amato, representante do papa, presidiu a beatificação no Convento Patriarcal de Nossa Senhora da Libertação em Harissa, Líbano, em 29 de agosto de 2015, data do centenário do martírio. No dia seguinte, durante o Angelus, o papa comentou sobre a beatificação do bispo-mártir:
“No contexto de uma terrível perseguição aos cristãos, ele foi um defensor incansável dos direitos do seu povo, exortando todos a permanecerem firmes na fé [...] Ainda hoje, queridos irmãos e irmãs, no Oriente Médio e em outras partes do mundo, os cristãos são perseguidos. Há mais mártires do que nos primeiros séculos.”

“Que a beatificação deste bispo-mártir incuta neles consolo, coragem e esperança [...] Que seja também um estímulo aos legisladores e líderes governamentais para garantir a liberdade religiosa em todos os lugares, e à comunidade internacional para pôr fim à violência e à opressão.”